# César Thovar Pérez
César Thovar Pérez, de nom complet César Antonio Thovar Pérez (Badajoz, Extremadura, 30 de juny de 1970) és un entrenador d'atletisme i polític català d'origen extremeny.
Diplomat com a mestre funcionari per la Universitat de Barcelona (UB), ha exercit de mestre a diverses escoles de Sant Boi de Llobregat des de l'any 1997. Ha estat director tècnic al Club Atletisme Gavà des de 1995 fins al 2003. Actualment, exerceix com a mestre especialista en Educació Física a l'Escola Amat Verdú de Sant Boi, on resideix. L'any 2000 començà a entrenar a Agustí Roc, campió del món de curses de muntanya. També ha entrenat Laia Andreu Trias, campiona d'Europa de raquetes de neu, i els atletes Abdeslam Louah Khattabi, diverses vegades campió de Catalunya en 800 metres i 1.500 metres, Elena Congost, medallista paralímpica (2004) i altres campions de Catalunya en categories inferiors. Fou seleccionador català de curses de muntanya i responsable del centre de tecnificació per a joves, juntament amb Kiku Sole.
Des del juny del 2019 és regidor de l'Ajuntament de Sant Boi de Llobregat, després que es presentés com a independent en el número quatre a la llista del PSC d'aquesta població.